# Clytia folleata
Clytia folleata är en nässeldjursart som först beskrevs av Edward McCrady 1859.  Clytia folleata ingår i släktet Clytia och familjen Campanulariidae. Inga underarter finns listade i Catalogue of Life.